# Bliss (canción)
«Bliss» es una canción de la banda de rock alternativo inglesa Muse. Es la segunda pista de su también segundo álbum Origin of Symmetry y fue publicada como el tercer sencillo del mismo en el Reino Unido, el 20 de agosto de 2001. 

## Composición
«Bliss» es una canción positiva, aunque con un toque agridulce. La canción trata sobre cómo la persona envidia la felicidad y la inocencia de otra persona. En concreto, la de los niños. Bellamy ha comentado que «Es una canción orientada a la juventud de alguien que aún no ha sido expuesto a cosas». Los niños no deben preocuparse por nada, ni tienen ninguna responsabilidad, algo que Bellamy dice envidiar.
Se trata de una de las primeras canciones de rock electrónico de la banda, y la primera en utilizar sintetizadores arpegiados.
En su momento, Matt Bellamy comentó que «Bliss» era su canción favorita de Muse debido a sus arpegios ochenteros y a los teclados que le recuerdan a la música de un programa infantil que veía cuando tenía cinco años (probablemente se refiera a Top Gear). Se desconoce si esta sigue siendo su canción favorita en la actualidad.

## Video musical
El video musical muestra un planeta con un gran agujero que lo atraviesa completamente. El guitarrista y cantante Matt Bellamy se deja caer por este agujero hasta atravesarlo completamente y finalmente salir por el otro lado, desapareciendo en el espacio exterior.

## En vivo
«Bliss» ya era tocada en público antes de salir como sencillo, al igual que New Born. Un claro ejemplo de esto es cuando Muse se presentó en el Bizarre Festival en 2000.
Al principio, Matt Bellamy hacía un arreglo del arpegio con su teclado para después entrar toda la banda en la canción. Después de que saliera el álbum, pasaron a tocar el arpegio inicial como una pista grabada. Matt toca un arpegio distinto, pero con los mismos acordes en la guitarra. Además, solía cantar el último estribillo una octava más alta que en la versión original utilizando falsete, como se pudo ver en el Live 8 de 2005.
Durante el riff final, suelen lanzar grandes globos gigantes sobre los espectadores con los que los miembros juegan e intentan hacer explotar. Es quizá una referencia más a la temática de la canción sobre la infancia. 

## Lista de canciones
Todas las canciones escritas y compuestas por Matthew Bellamy. 
| CD  |                           |          |  |
| N.º | Título                    | Duración |  |
| 1.  | «Bliss»                   | 4:14     |  |
| 2.  | «The Gallery»             | 3:32     |  |
| 3.  | «Screenager» (en directo) | 4:00     |  |
| 4.  | «Bliss» (video musical)   | 4:14     |  |

| CD (Sólo en Francia) |                           |          |  |
| N.º                  | Título                    | Duración |  |
| 1.                   | «Bliss»                   | 4:14     |  |
| 2.                   | «Screenager» (en directo) | 4:00     |  |

| Maxi CD |                           |          |  |
| N.º     | Título                    | Duración |  |
| 1.      | «Bliss»                   | 4:14     |  |
| 2.      | «Hyper Chondriac Music»   | 5:30     |  |
| 3.      | «New Born» (en directo)   | 5:57     |  |
| 4.      | «Making of Bliss» (video) |          |  |

| 7'' |                         |          |  |
| N.º | Título                  | Duración |  |
| 1.  | «Bliss»                 | 4:14     |  |
| 2.  | «Hyper Chondriac Music» | 5:30     |  |

| DVD (edición limitada) |                           |          |  |
| N.º                    | Título                    | Duración |  |
| 1.                     | «Bliss»                   | 4:14     |  |
| 2.                     | «Galería de fotos»        |          |  |
| 3.                     | «Letras»                  |          |  |
| 4.                     | «Discografía»             |          |  |
| 5.                     | «Making of Bliss» (video) |          |  |